# Mad as Rabbits
"Mad as Rabbits" is een digitale single van Panic at the Disco's tweede studioalbum Pretty. Odd..

## Achtergrond
Deze single is alleen digitaal uitgebracht. Ook is het de eerste single waarin zowel leadzanger Brendon Urie als gitarist Ryan Ross zingen.

## Videoclip
De videoclip is een iTunes-exclusive video. Hij werd geleverd bij aankoop van de Deluxe versie van het album Pretty. Odd.
In de clip zijn shots te zien van een photoshoot en Abbey Road Studios.